# Троцкая, Надежда Васильевна
Надежда Васильевна Троцкая (Фролова; 9 августа 1927, Татьяновка, Дальневосточный край — 22 ноября 1992, Тернопольская область) — передовик сельского хозяйства Украинской ССР, звеньевая Радомлянского отдела Пивненковского свеклосовхоза Минпищепрома СССР, Герой Социалистического Труда (1948).

## Биография
Родилась в селе Татьяновка Тамбовского района Амурского округа (ныне несуществующее село в границах Тамбовского района Амурской области) в крестьянской семье. Украинка. В 1935 году переехала на Украину, в город Сумы, где закончила 7 классов.
Трудовую деятельность начала в 1942 году на Сумско-Степановскомусахарном комбинате. В марте 1946 года принята разнорабочей в Радомлянский отдел Пивненковского свеклосовхоза в Тростянецком районе Сумской области. Впоследствии переведена на должность звеньевой.
В 1947 году возглавляемое ею звено получило урожай ржи по 30,03 центнера с гектара на площади в 13 гектаров.
В октябре 1949 года окончила курсы повышения квалификации управляющих участками свеклосовхозов в Тростянце, назначена бригадиром. Избиралась делегатом XI съезда ВЛКСМ (1949).
В 1950 году вышла замуж и перешла на фамилию мужа — Фролова. Вскоре, по решению ЦК КПУ, муж был переведен на работу в западные области Украины. В августе 1951 года переехала в Тернопольскую область. Работала преподавателем сельскохозяйственной практики в школе-интернате в Подгайцах, заведующей Великоборковского райотдела ЗАГС, товароведом оптовой базы Райпотребобщества, секретарем-машинисткой межрайтоплива в Подволочисском районе. Впоследствии до выхода на пенсию в 1980 году работала агентом Госстраха.

## Награды
Указом Президиума Верховного Совета СССР от 30 апреля 1948 года за получение высоких урожаев ржи при выполнении совхозом плана сдачи государству сельскохозяйственной продукции в 1947 году и обеспеченности семенами зерновых культур для весеннего сева 1948 года", Троцкой Надежде Васильевне присвоено звание Героя Социалистического Труда с вручением ордена Ленина (№ 73584) и медали «Серп и Молот» (№ 2178).
В 1949 году награждена вторым орденом Ленина.